# Lijst van county's in New Mexico
De Amerikaanse staat New Mexico is onderverdeeld in 33 county's.

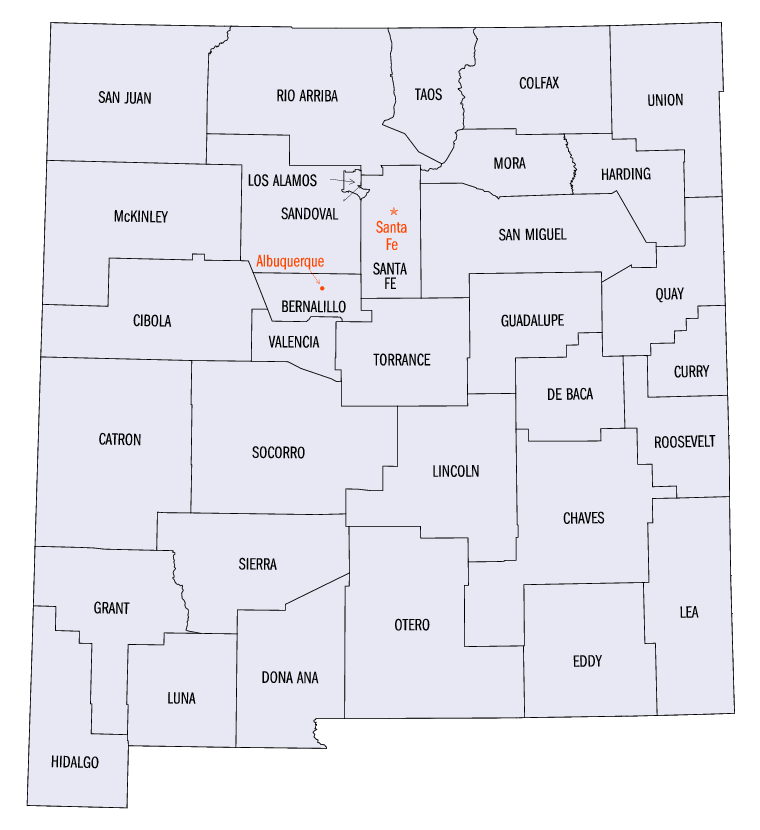
County's van New Mexico

| County     | Inwoners 1 juli 2007 | Hoofdplaats           | Inwoners 1 juli 2007 |
| ---------- | -------------------- | --------------------- | -------------------- |
| Bernalillo | 629.292              | Albuquerque           | 518.271              |
| Catron     | 3431                 | Reserve               | 326                  |
| Chaves     | 62.595               | Roswell               | 45.569               |
| Cibola     | 27.261               | Grants                | 8876                 |
| Colfax     | 13.216               | Raton                 | 6584                 |
| Curry      | 45.328               | Clovis                | 33.182               |
| De Baca    | 1916                 | Fort Sumner           | 983                  |
| Doña Ana   | 198.791              | Las Cruces            | 89.722               |
| Eddy       | 51.002               | Carlsbad              | 25.033               |
| Grant      | 29.699               | Silver City           | 9977                 |
| Guadalupe  | 4447                 | Santa Rosa            | 2534                 |
| Harding    | 716                  | Mosquero              | 87                   |
| Hidalgo    | 4945                 | Lordsburg             | 2665                 |
| Lea        | 58.043               | Lovington             | 9793                 |
| Lincoln    | 20.783               | Carrizozo             | 1029                 |
| Los Alamos | 18.558               | Los Alamos            | 12.090               |
| Luna       | 26.996               | Deming                | 15.277               |
| McKinley   | 70.059               | Gallup                | 18.802               |
| Mora       | 5069                 | Mora                  | 3929                 |
| Otero      | 63.129               | Alamogordo            | 35.607               |
| Quay       | 8971                 | Tucumcari             | 5123                 |
| Rio Arriba | 40.827               | Tierra Amarilla       | 3447                 |
| Roosevelt  | 19.142               | Portales              | 11.992               |
| San Juan   | 122.427              | Aztec                 | 6810                 |
| San Miguel | 28.655               | Las Vegas             | 13.539               |
| Sandoval   | 117.866              | Bernalillo            | 7121                 |
| Santa Fe   | 142.955              | Santa Fe              | 73.199               |
| Sierra     | 12.316               | Truth or Consequences | 6689                 |
| Socorro    | 18.118               | Socorro               | 8418                 |
| Taos       | 31.608               | Taos                  | 5265                 |
| Torrance   | 16.598               | Estancia              | 1529                 |
| Union      | 3792                 | Clayton               | 2100                 |
| Valencia   | 71.364               | Los Lunas             | 12.115               |

Alabama · Alaska · Arizona · Arkansas · Californië · Colorado · Connecticut · Delaware · Florida · Georgia · Hawaï · Idaho · Illinois · Indiana · Iowa · Kansas · Kentucky · Louisiana · Maine · Maryland · Massachusetts · Michigan · Minnesota · Mississippi · Missouri · Montana · Nebraska · Nevada · New Hampshire · New Jersey · New Mexico · New York · North Carolina · North Dakota · Ohio · Oklahoma · Oregon · Pennsylvania · Rhode Island · South Carolina · South Dakota · Tennessee · Texas · Utah · Vermont · Virginia · Washington · West Virginia · Wisconsin · Wyoming